# انجانری
انجانری یکی مجموعه قلعه های رشته کوه ناسیک تریمبکشوار. انجانری در ۲۰ کیلومتری ناسیک از جانب مسیر تریمبک قرار گرفته است. این یک محل دلنواز برای کوهنوردی مناسب می باشد. 

## تاریخ

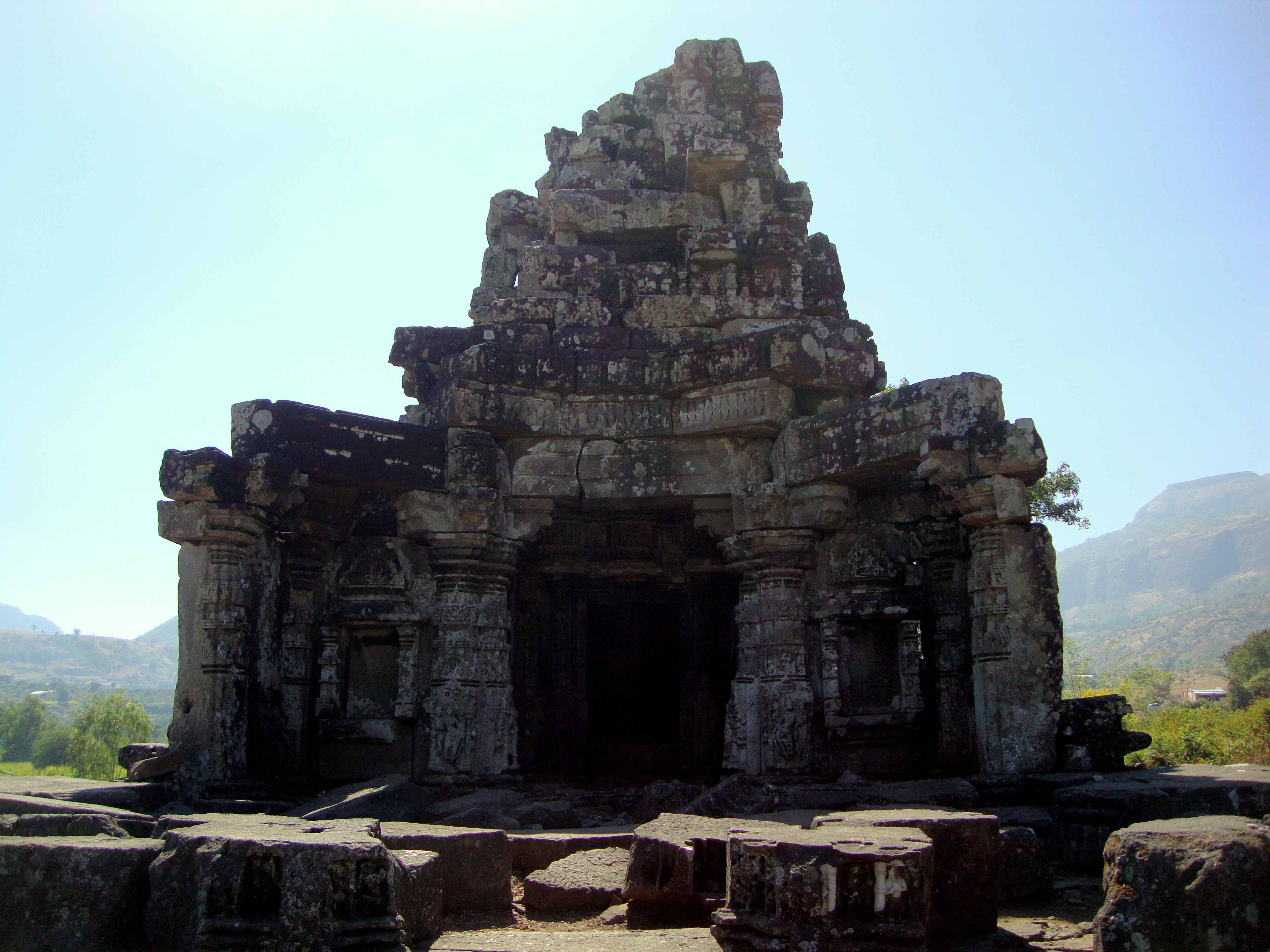
معبد جین

انجانری یکی از ملاحت های شهر ناسیک می باشد که قلعه پراهمیتی در ناحیه تریمبکشوار نیز می باشد. قرار گرفته شده در ۴٬۲۶۴ فوت (۱٬۳۰۰ متر) بالاتر از سطح دریا، میان ناسیک و تریمباکشوار واقع گردیده شده.
انجانری محل تولد هانومان جایگزین نشده می باشد و به القاب های مادر هانومان، آنجانی نامگذاری گردیده شده. 
۱۰۸ غار جین در این مکان پیدا شده است که مربوط به قرن ۱۱تا۱۲ می باشد.  ناحیه دور انجانری وقتی برای زمان اندکی از جانب ویرسن ماراتا (همچنین به اسم ابیر) تنسیق می شد که آن را پایتخت خودش کرد.این محل توسط راگوناترائو پیشوا با اسم ساختگی راغبه دادا به نام تکیه گاه تابستانی زمانی که از آن مکان رانده شده بود مورد استفاده قرار می گرفت. در اندازه راج بریتانیا, هیئت های مسیحی ساهارانپور و مالگاون به شکل منتظم در اندازه تابستان از آنجانری دیدار می کردند و فعالیت های کلیسای انگلستان را برگزار می کردند. 